# Emilio Fagnani
Emilio Fagnani (Pescopennataro, 11 de novembro de 1870 — Ribeirão Preto, 6 de julho de 1906), foi um engenheiro e arquiteto ítalo-brasileiro.
Imigrou para o Brasil aos 17 anos. Foi um dos fundadores da loja maçônica "Força e Justiça", de Ribeirão Preto, (que se fundiu com a "Estrela d'Oeste" em janeiro de 1904). Casou-se (2/2/1895) com Maria Luiza de Carvalho Sales, parente de Manuel Ferraz de Campos Sales, em 1895. Embora tenha entrado no Brasil como "gesseiro", no registro de casamento aparece como "arquiteto".

## Obras

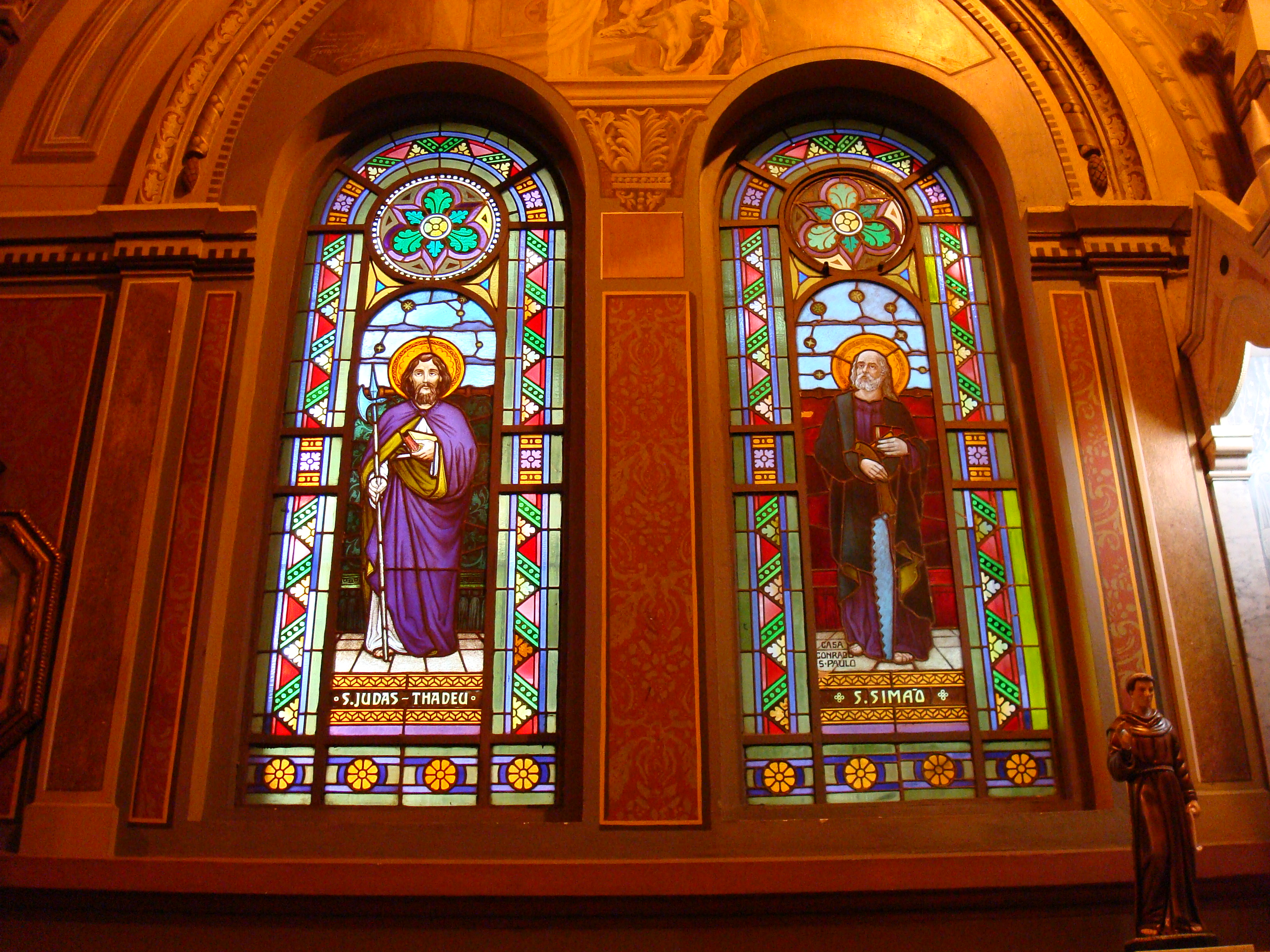
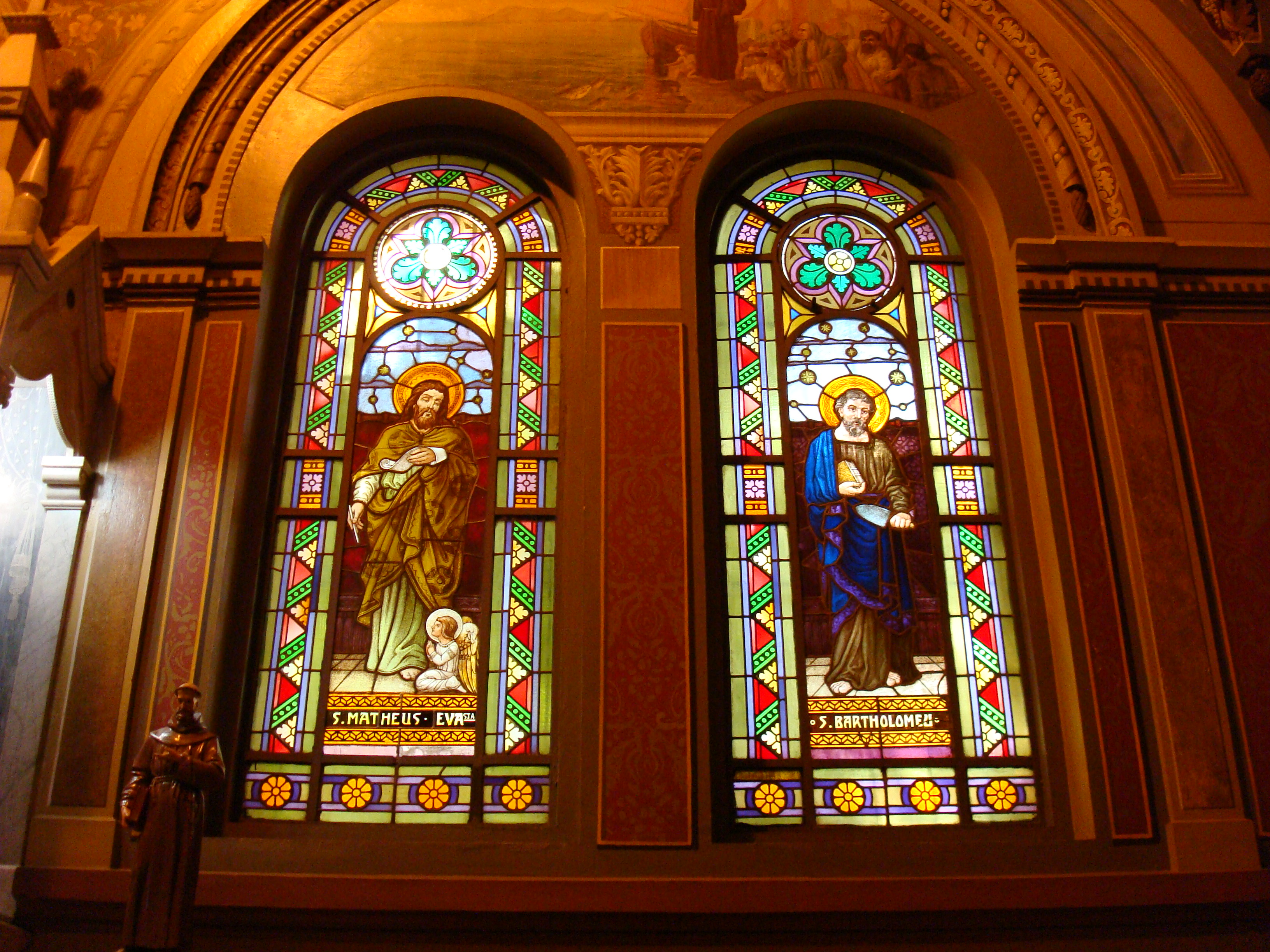
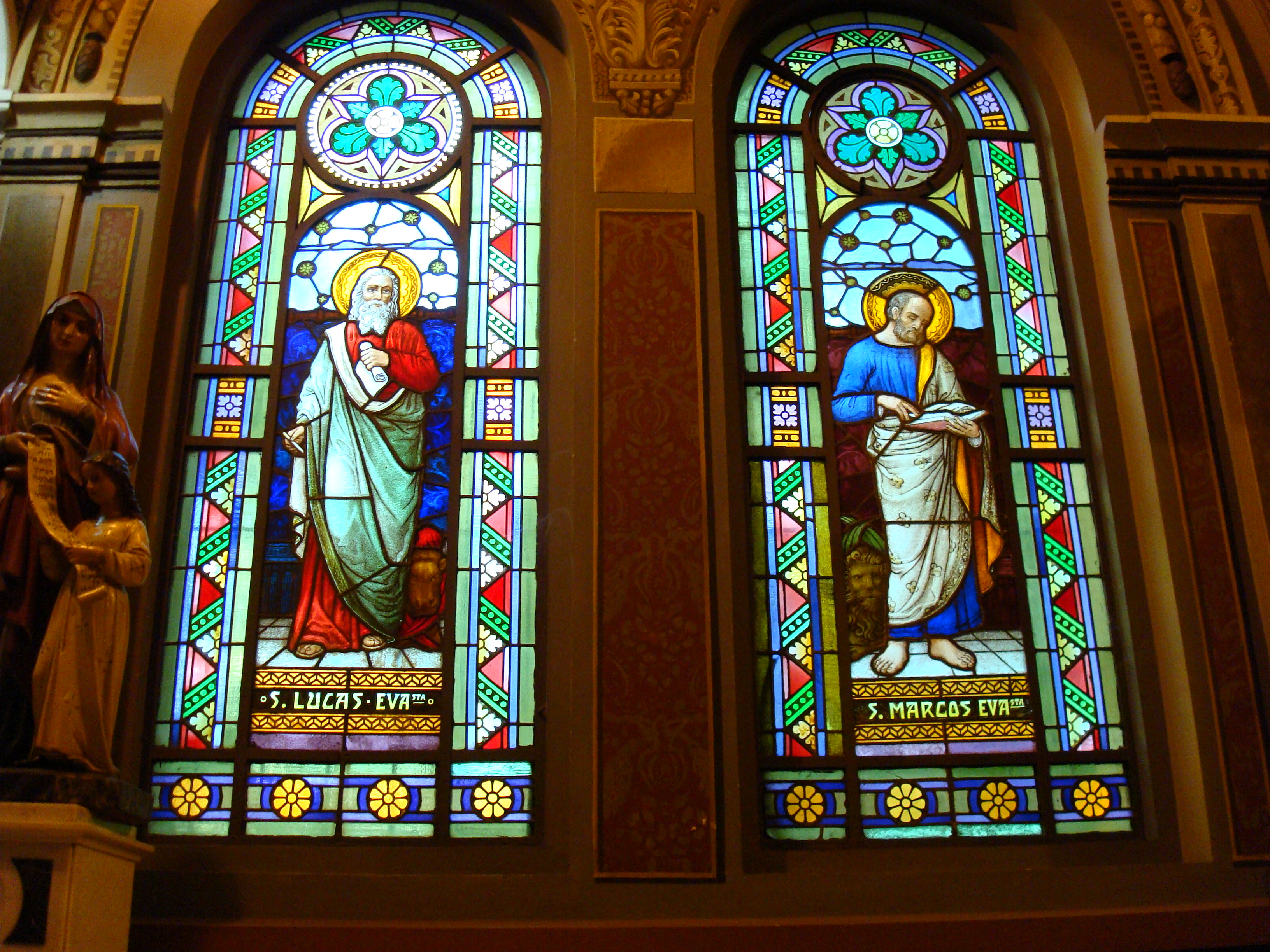
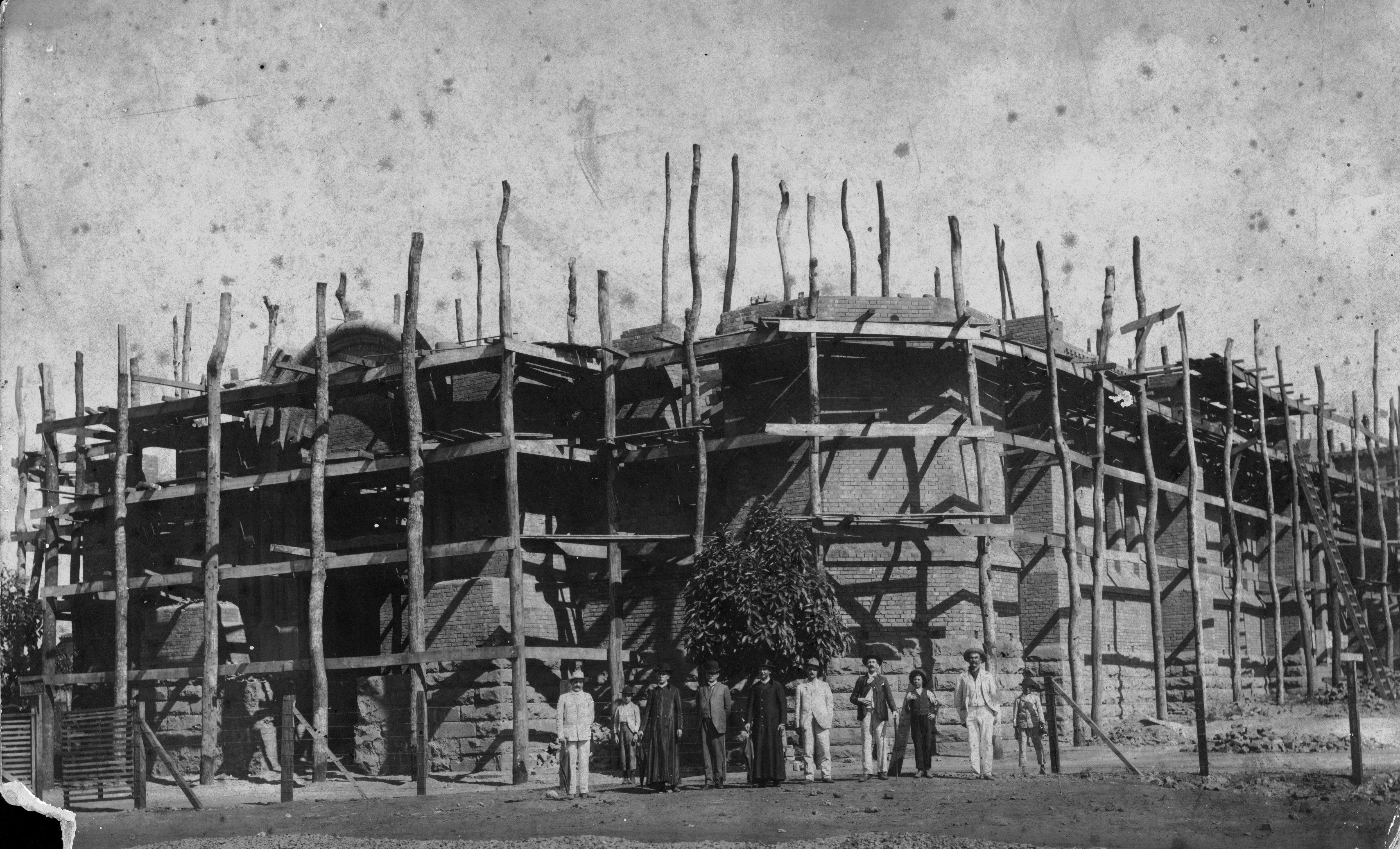
Emilio Fagnani e as obras da Catedral de Ribeirão Preto. Ele está de terno branco à esquerda da foto.

Morou primeiro em São Paulo, onde trabalhou no palacete de Flávio Uchôa, e executou serviços para as estradas de ferro Mogiana e Paulista. Para esta última, construiu (1900-01) a ponte sobre o rio Mogi e o tronco ferroviário para Rincão. Construiu ainda pontes e estações no tronco de Jaboticabal.
Emílio participou da construção da Câmara Municipal de Ribeirão Preto (1897), do reservatório de água potável (inaugurado em 13 de maio de 1904) e da Santa Casa de Misericórdia em Ribeirão Preto.
Foi responsável pela Catedral Metropolitana de São Sebastião, em Ribeirão Preto, com pedra fundamental lançada em 3 de março de 1904, terminada em 1920, quando Emilio já havia falecido. Em estilo romântico e linhas góticas, destacam-se os vitrais coloridos no seu interior e os afrescos pintados em 1917 por Benedito Calixto.
Também ergueu outro edifício que marcou época: o Colégio Des Oiseaux, na esquina das ruas Augusta e Caio Prado. Situado em amplo terreno de quase 24.000 metros quadrados, foi uma referência na cidade até o fim da década de 1960, quando foi demolido.
Emilio morreu aos 35 anos, após cair de um cavalo.